# Cordyceps
Cordyceps is een geslacht van 600 entomopathogene schimmels behorend tot de familie Cordycipitaceae. Met de komst van genetische vingerafdrukken is het nu mogelijk geworden om dit soort schimmels in de juiste taxa te plaatsen. Zo bleek Cordyceps sinensis tot het geslacht Ophiocordyceps te behoren en niet tot het geslacht Cordyceps. Beauveria bassiana bleek de anamorfe fase van Cordyceps bassiana (teleomorfe fase) te zijn. De meeste blijken ongeslachtelijke vormen (anamorfen) van schimmels in de stam Ascomycota te zijn. De naam Cordyceps is afgeleid van Oudgrieks κορδύλη, kordulē, dat "knuppel" betekent en Latijn caput, dat "hoofd" betekent. Alle soorten zijn parasitoïde schimmels, hoofdzakelijk op insecten en andere geleedpotigen. Ze komen vooral voor in vochtige bossen in gematigde en tropische gebieden.
De schimmel doorgroeit de waard met een subiculum, een mycelium met een wol- of korstachtige structuur, waaruit vlezige ascocarpen groeien. De vruchtlichamen, peritheciën, liggen oppervlakkig of ingezonken in de ascocarp. De kleurloze asci (sporenzakjes) hebben een verdikte top. In de asci zitten kleurloze, cilindrische ascosporen, die meerdere tussenwanden hebben. Ze kunnen in delen uit elkaar vallen of intact blijven.
Sommige polysachariden en cordycepine (3'-desoxyadenosine) geïsoleerd uit Cordyceps militaris blijken in vitro en in dierproeven tegen kanker te werken.

Cordiceps-soorten
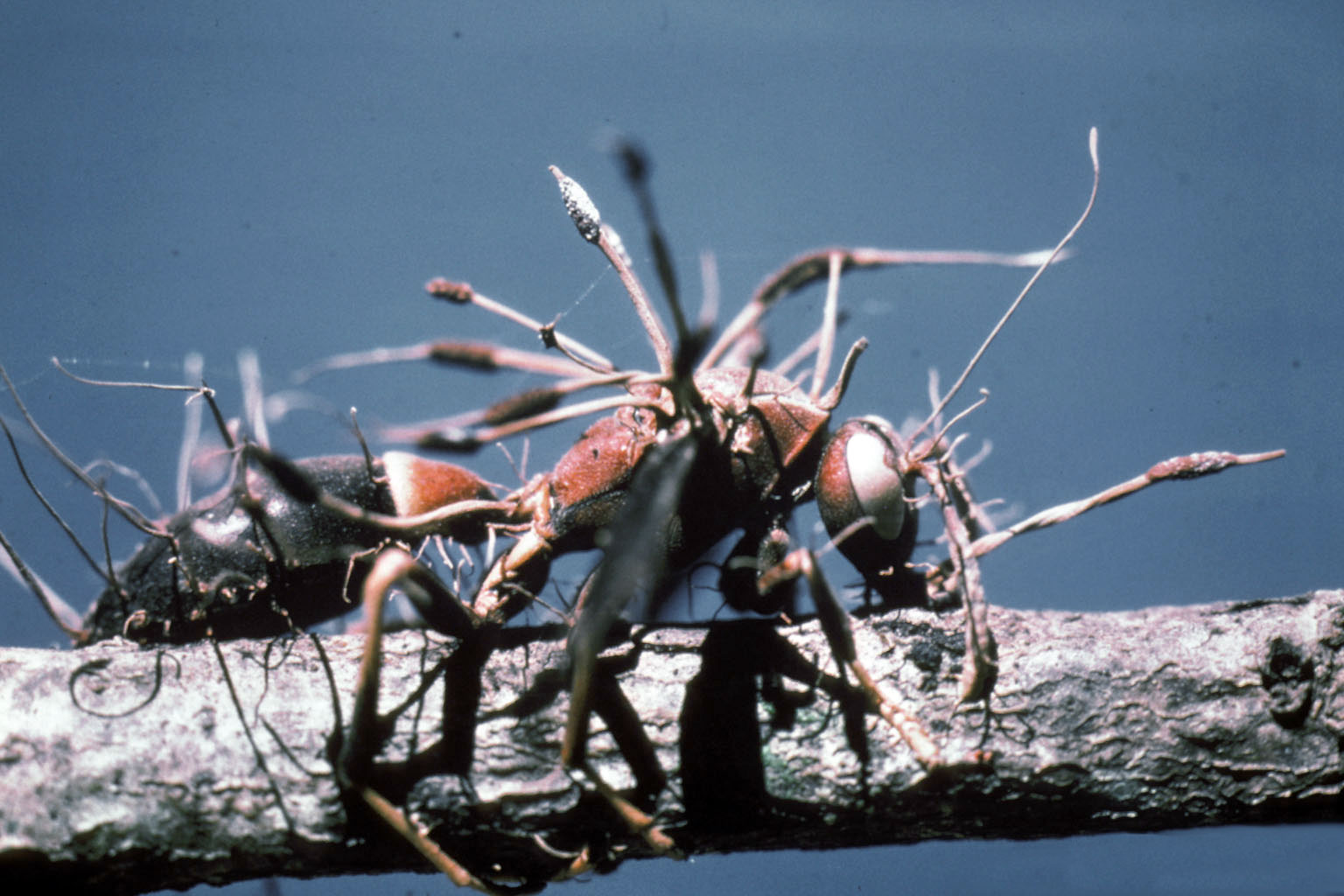
Cordyceps-aantasting van een Vliesvleugelige
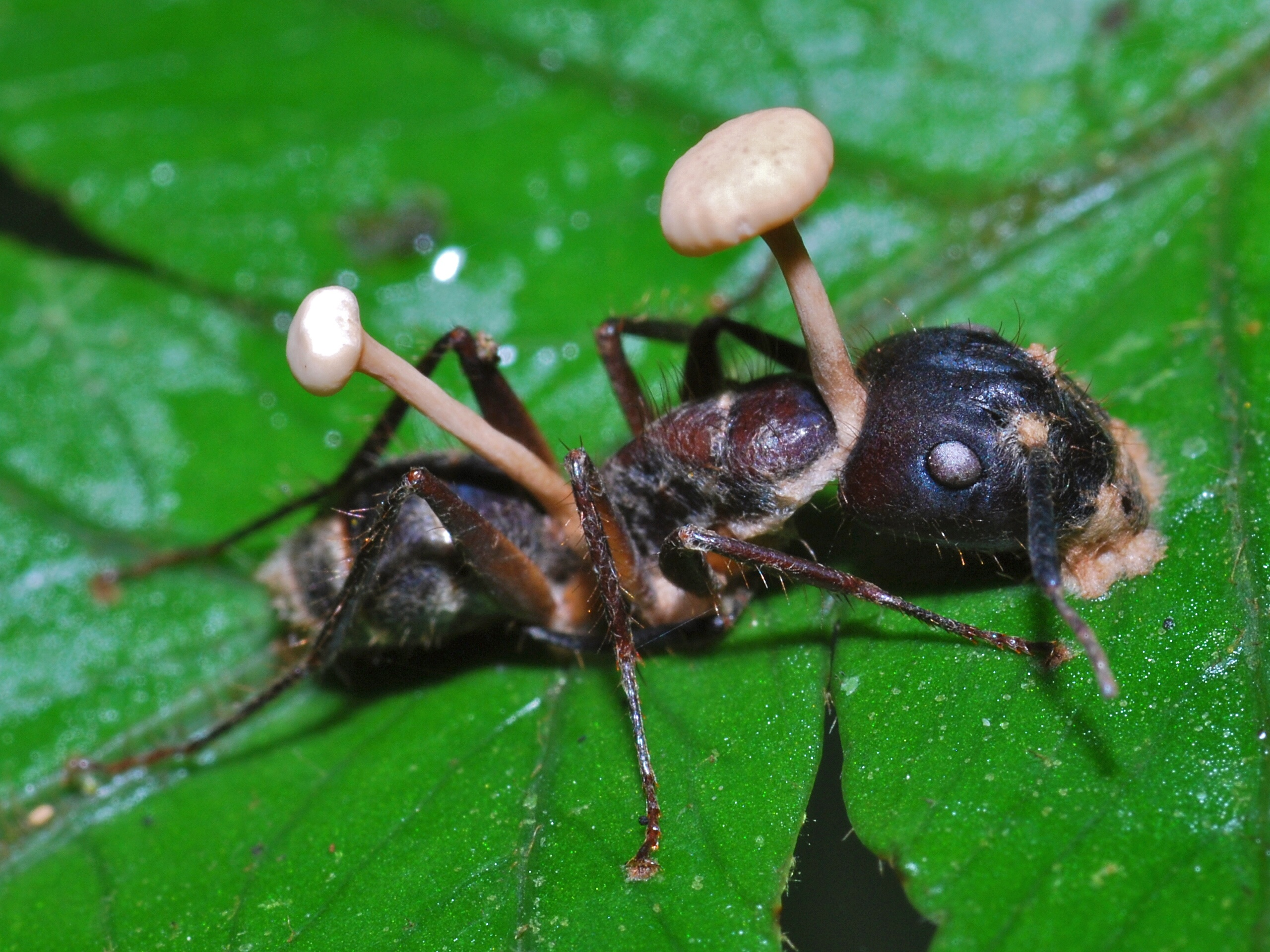
Cordyceps op een mier
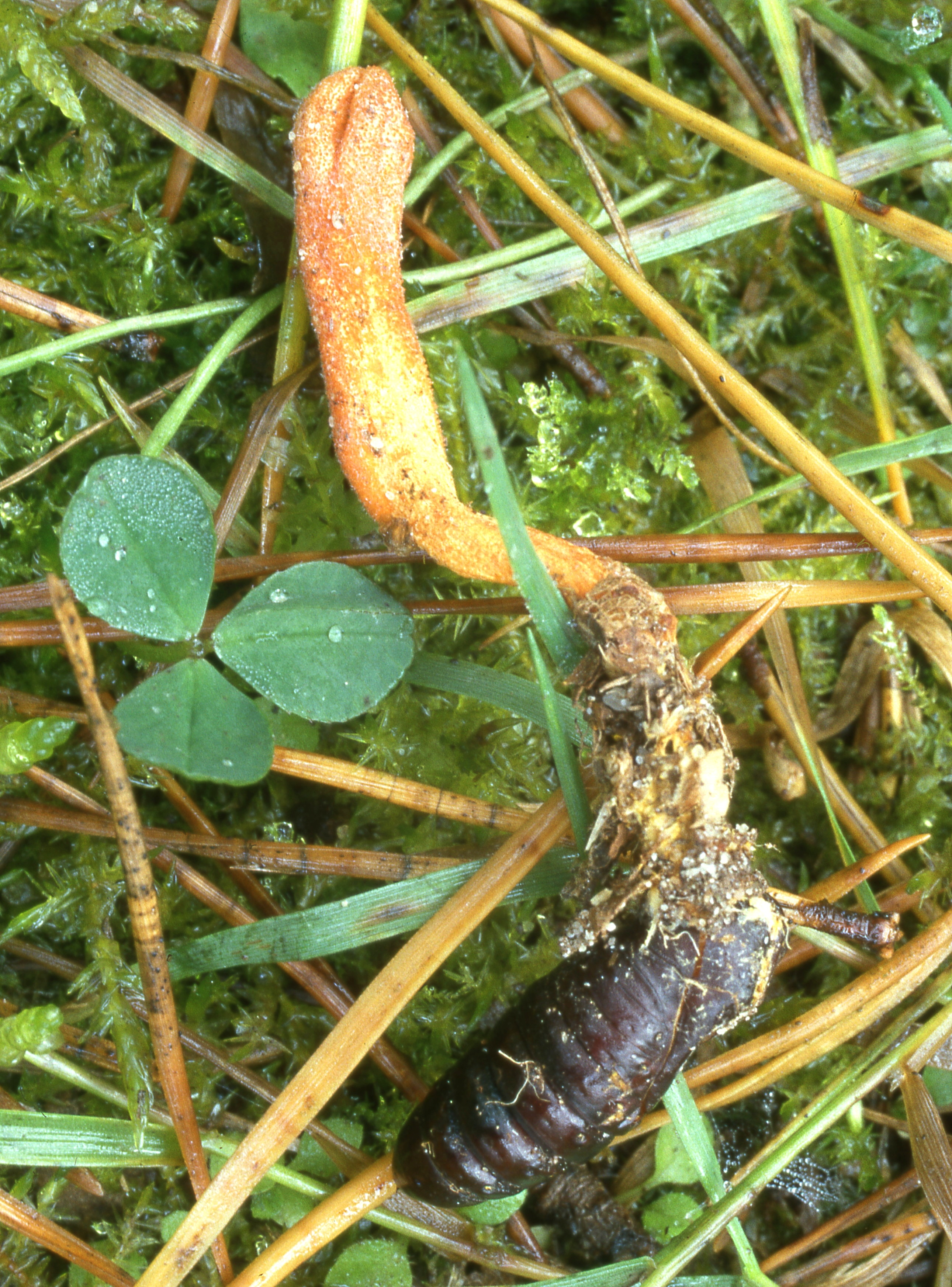
Rupsendoder (Cordyceps militaris)
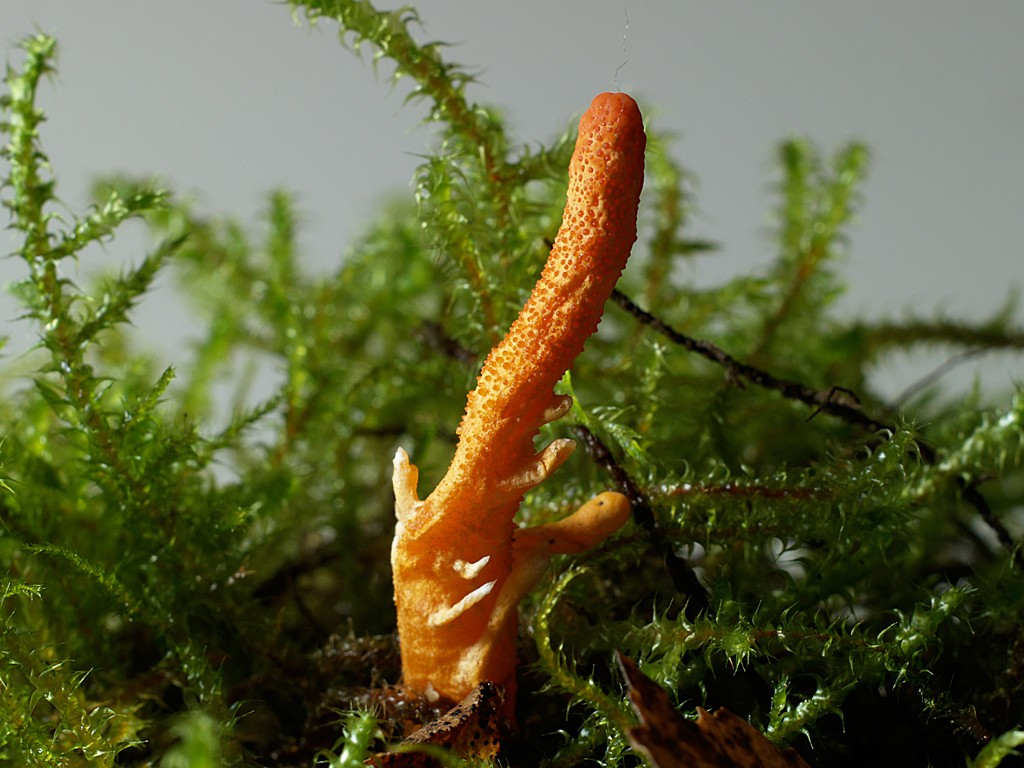
Cordyceps militaris
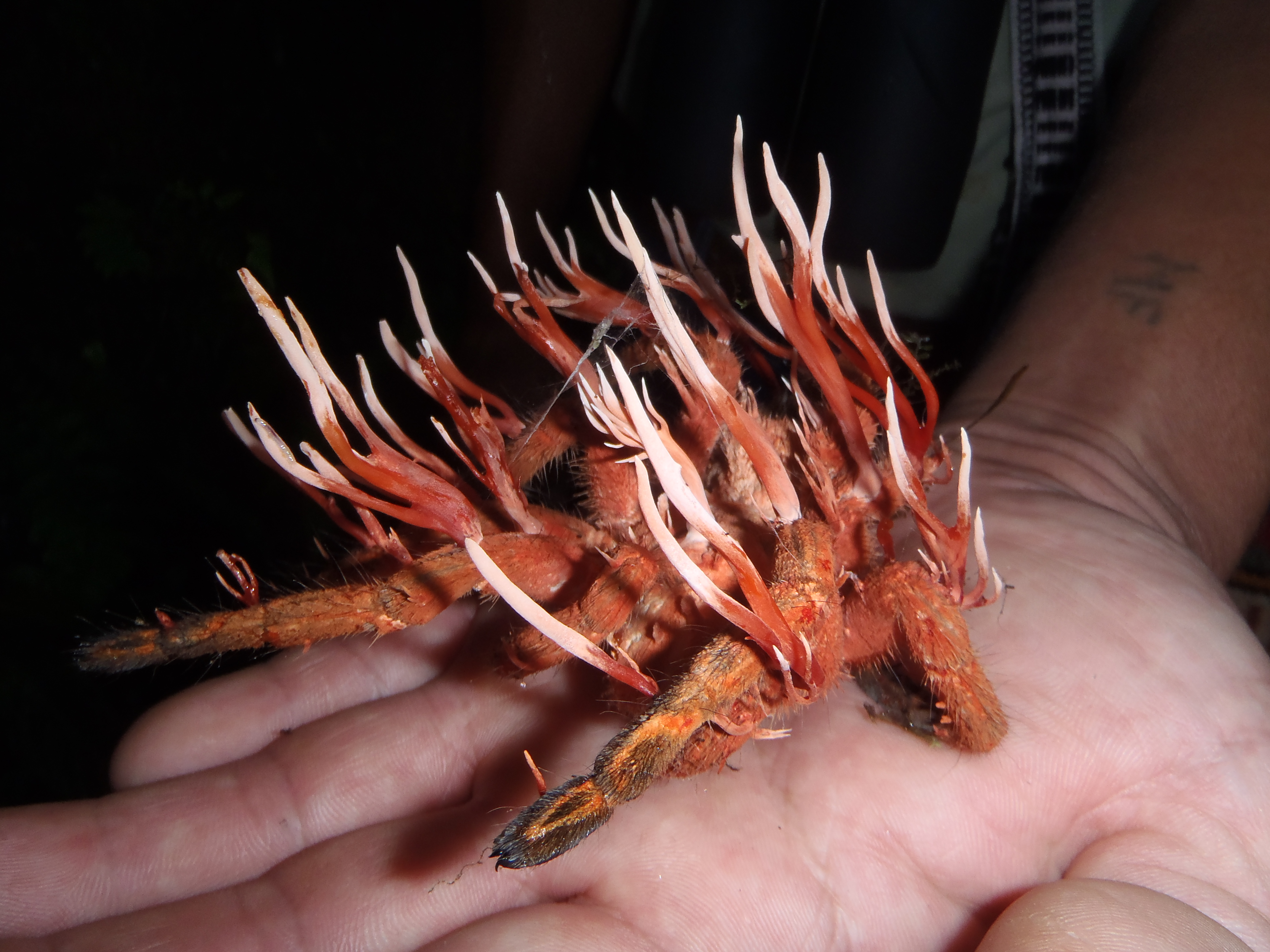
Cordyceps ignota met langwerpige ascocarpen, die parasiteert op een vogelspin.
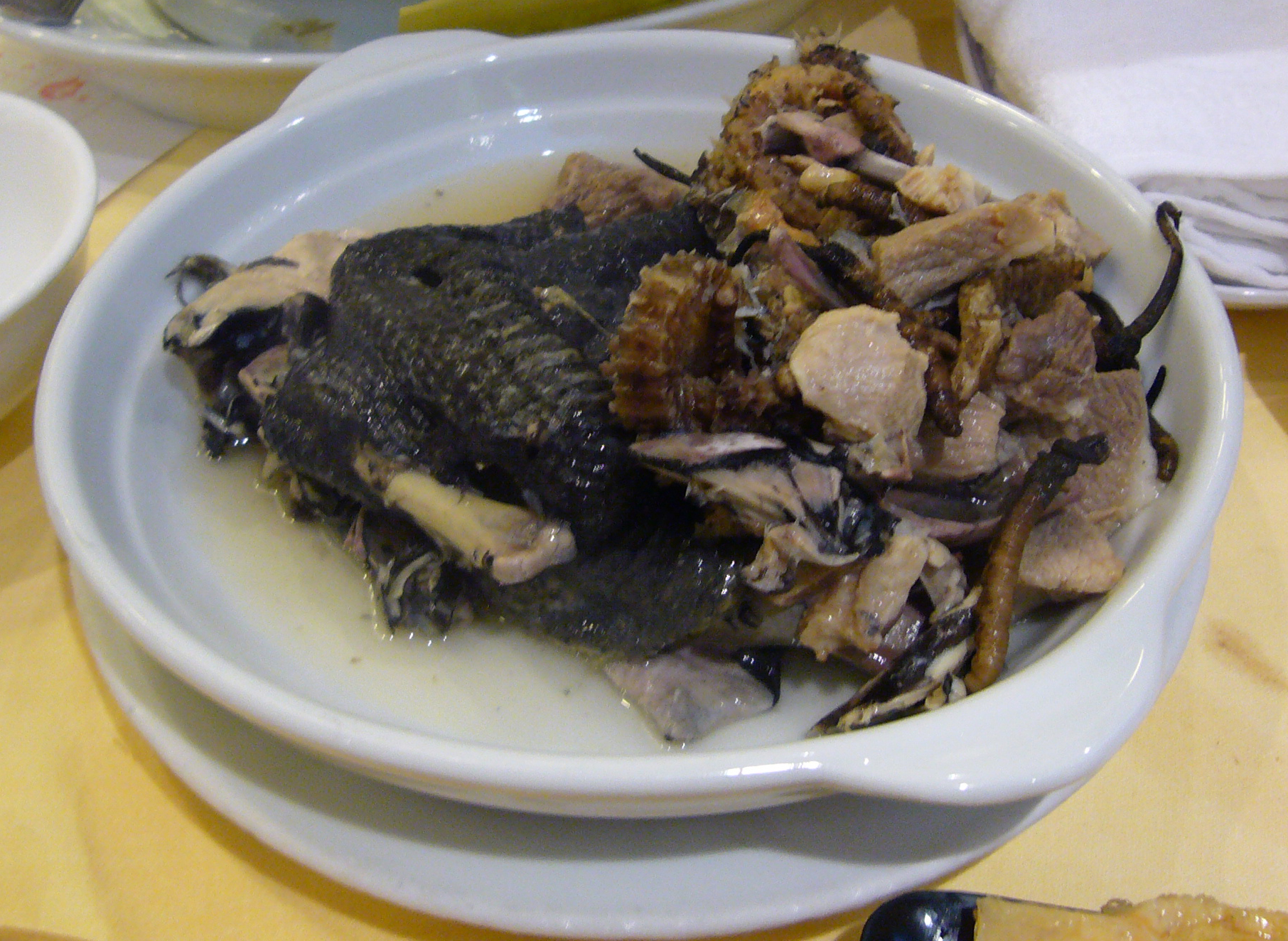
Chinese soep van zijdehoen, zeepaardjes en cordyceps-paddenstoelen

## Soorten
Volgens Index Fungorum telt het geslacht 195 soorten (peildatum april 2023):
| Soortnaam                                   | Auteur(s)                                                                                | Publicatiejaar |
| ------------------------------------------- | ---------------------------------------------------------------------------------------- | -------------- |
| Cordyceps aeruginosclerota                  | Z.Q. Liang & A.Y. Liu                                                                    | 1997           |
| Cordyceps alba                              | Kobayasi & Shimizu                                                                       | 1982           |
| Cordyceps albocitrinus                      | Koval                                                                                    | 1974           |
| Cordyceps alboperitheciata                  | Kobayasi & Shimizu                                                                       | 1982           |
| Cordyceps alpicola                          | Kobayasi                                                                                 | 1976           |
| Cordyceps amoene-rosea                      | (Henn.) Kepler, B. Shrestha & Spatafora                                                  | 2017           |
| Cordyceps ampullacea                        | Kobayasi & Shimizu                                                                       | 1982           |
| Cordyceps arachnogena                       | Kobayasi                                                                                 | 1976           |
| Cordyceps araneae                           | Mongkols., Tasan., Noisrip., Himaman & Luangsa-ard                                       | 2020           |
| Cordyceps atewensis                         | Samson, H.C. Evans & Hoekstra                                                            | 1982           |
| Cordyceps atropuncta                        | Koval                                                                                    | 1961           |
| Cordyceps aurantiaca                        | Lohwag                                                                                   | 1937           |
| Cordyceps aurea                             | Moureau                                                                                  | 1949           |
| Cordyceps barberi                           | Giard                                                                                    | 1894           |
| Cordyceps belizensis                        | Mains                                                                                    | 1940           |
| Cordyceps bicolor                           | Pat.                                                                                     | 1928           |
| Cordyceps bifusispora (Poppendoder)         | O.E. Erikss.                                                                             | 1982           |
| Cordyceps blackwelliae                      | Mongkols., Noisrip., Thanakitp., Spatafora & Luangsa-ard                                 | 2018           |
| Cordyceps bokyoensis                        | Kobayasi                                                                                 | 1983           |
| Cordyceps bombi                             | Rick ex Lloyd                                                                            | 1920           |
| Cordyceps brevistroma                       | Mongkols., Tasan., Thanakitp. & Luangsa-ard                                              | 2020           |
| Cordyceps brittlebankii                     | McLennan & Cookson                                                                       | 1926           |
| Cordyceps brongniartii                      | Shimazu                                                                                  | 1989           |
| Cordyceps bulolensis                        | Kobayasi                                                                                 | 1976           |
| Cordyceps caespitosofiliformis              | Henn.                                                                                    | 1902           |
| Cordyceps caloceroides                      | Berk. & M.A. Curtis                                                                      | 1868           |
| Cordyceps carnata                           | Moureau                                                                                  | 1949           |
| Cordyceps cateniannulata                    | (Z.Q. Liang) Kepler, B. Shrestha & Spatafora                                             | 2017           |
| Cordyceps cateniobliqua                     | (Z.Q. Liang) Kepler, B. Shrestha & Spatafora                                             | 2017           |
| Cordyceps chaetoclavata                     | H. Yu, Y.B. Wang, Y. Wang, Q. Fan & Zhu L. Yang                                          | 2020           |
| Cordyceps changbaiensis                     | J.J. Hu, Bo Zhang & Y. Li                                                                | 2021           |
| Cordyceps changchunensis                    | J.J. Hu, Bo Zhang & Y. Li                                                                | 2021           |
| Cordyceps changpaishanensis                 | Kobayasi                                                                                 | 1981           |
| Cordyceps chanhua                           | Z.Z. Li, F.G. Luan, N.L. Hywel-Jones, C.R. Li & S.L. Zhang                               | 2021           |
| Cordyceps chiangdaoensis                    | Tasan., Thanakitp., Khons. & Luangsa-ard                                                 | 2016           |
| Cordyceps chichibuensis                     | Kobayasi & Shimizu                                                                       | 1980           |
| Cordyceps chishuiensis                      | Z.Q. Liang & A.Y. Liu                                                                    | 2002           |
| Cordyceps chualasae                         | Koval & M.M. Nazarova                                                                    | 1970           |
| Cordyceps cinnabarina                       | Petch                                                                                    | 1933           |
| Cordyceps coccidiocapitata                  | Kobayasi & Shimizu                                                                       | 1982           |
| Cordyceps coccinea                          | Penz. & Sacc.                                                                            | 1898           |
| Cordyceps cocoonihabita                     | H. Yu, Y.B. Wang, Y. Wang, Q. Fan & Zhu L. Yang                                          | 2020           |
| Cordyceps coleopterorum                     | (Samson & H.C. Evans) Kepler, B. Shrestha & Spatafora                                    | 2017           |
| Cordyceps consumpta                         | G. Cunn.                                                                                 | 1921           |
| Cordyceps coronilla                         | Höhn.                                                                                    | 1909           |
| Cordyceps cotopaxiana                       | Kobayasi                                                                                 | 1981           |
| Cordyceps craigii                           | Lloyd                                                                                    | 1915           |
| Cordyceps cristata                          | Möller                                                                                   | 1901           |
| Cordyceps ctenocephala                      | P. Syd.                                                                                  | 1922           |
| Cordyceps cuncunae                          | Palfner                                                                                  | 2012           |
| Cordyceps cylindrica                        | Petch                                                                                    | 1937           |
| Cordyceps dimeropoda                        | P. Syd.                                                                                  | 1922           |
| Cordyceps doiana                            | Kobayasi                                                                                 | 1981           |
| Cordyceps erotyli                           | Petch                                                                                    | 1937           |
| Cordyceps exasperata                        | A.F. Vital                                                                               | 1956           |
| Cordyceps farinosa (Bepoederde rupsendoder) | (Holmsk.) Kepler, B. Shrestha & Spatafora                                                | 2017           |
| Cordyceps flavobrunnescens                  | Henn.                                                                                    | 1899           |
| Cordyceps fleischeri                        | Penz. & Sacc.                                                                            | 1902           |
| Cordyceps fumosorosea                       | (Wize) Kepler, B. Shrestha & Spatafora                                                   | 2017           |
| Cordyceps furcata                           | McLennan & Cookson                                                                       | 1923           |
| Cordyceps gemella                           | Moureau                                                                                  | 1961           |
| Cordyceps geotrupis                         | Teng                                                                                     | 1934           |
| Cordyceps ghanensis                         | (Samson & H.C. Evans) Kepler, B. Shrestha & Spatafora                                    | 2017           |
| Cordyceps grenadensis                       | Mains                                                                                    | 1954           |
| Cordyceps gryllotalpae                      | Lloyd                                                                                    | 1920           |
| Cordyceps guizhouensis                      | Zuo Y. Liu, Z.Q. Liang & A.Y. Liu                                                        | 1997           |
| Cordyceps hauturu                           | Dingley                                                                                  | 1953           |
| Cordyceps henleyae                          | Massee                                                                                   | 1899           |
| Cordyceps hepialidicola                     | Kobayasi & Shimizu                                                                       | 1983           |
| Cordyceps hesleri                           | Mains                                                                                    | 1939           |
| Cordyceps hirotaniana                       | Kobayasi                                                                                 | 1983           |
| Cordyceps hokkaidoensis                     | Kobayasi                                                                                 | 1941           |
| Cordyceps hormospora                        | Möller                                                                                   | 1901           |
| Cordyceps ignota                            | Marchion.                                                                                | 1945           |
| Cordyceps imagamiana                        | Kobayasi & Shimizu                                                                       | 1983           |
| Cordyceps incarnata                         | Möller                                                                                   | 1901           |
| Cordyceps inconspicua                       | Moureau                                                                                  | 1962           |
| Cordyceps interrupta                        | Höhn.                                                                                    | 1909           |
| Cordyceps inthanonensis                     | Mongkols., Tasan., Thanakitp. & Luangsa-ard                                              | 2020           |
| Cordyceps iriomoteana                       | Kobayasi & Shimizu                                                                       | 1982           |
| Cordyceps ithacensis                        | Bałazy & Bujak.                                                                          | 1986           |
| Cordyceps jakajanicola                      | Luangsa-ard, Tasan., Noisrip. & Hywel-Jones                                              | 2019           |
| Cordyceps javanica                          | (Bally) Kepler, B. Shrestha & Spatafora                                                  | 2017           |
| Cordyceps javensis                          | Henn.                                                                                    | 1902           |
| Cordyceps jinyuetanensis                    | J.J. Hu, Bo Zhang & Y. Li                                                                | 2021           |
| Cordyceps joaquiensis                       | Henn.                                                                                    | 1904           |
| Cordyceps juruensis                         | Henn.                                                                                    | 1904           |
| Cordyceps kintrischica                      | (B.A. Borisov & Tarasov) Kepler, B. Shrestha & Spatafora                                 | 2017           |
| Cordyceps kirkii                            | G. Cunn.                                                                                 | 1922           |
| Cordyceps klenei                            | Pat.                                                                                     | 1908           |
| Cordyceps kobayasii                         | Koval                                                                                    | 1984           |
| Cordyceps kuiburiensis                      | Himaman, Mongkols., Noisrip. & Luangsa-ard                                               | 2019           |
| Cordyceps kurijimeaensis                    | Negi, Koranga, Ranj. Singh & Z. Ahmed                                                    | 2010           |
| Cordyceps kyushuensis                       | A. Kawam.                                                                                | 1955           |
| Cordyceps lacroixii                         | Har. & Pat.                                                                              | 1904           |
| Cordyceps lateritia                         | Dingley                                                                                  | 1953           |
| Cordyceps lepidopterorum                    | Mongkols., Noisrip., Thanakitp., Spatafora & Luangsa-ard                                 | 2018           |
| Cordyceps leucocephala                      | Moureau                                                                                  | 1962           |
| Cordyceps lilacina                          | Moureau                                                                                  | 1949           |
| Cordyceps locusticola                       | (Z.Q. Liang, Xue Y. He & Y.F. Han) Kepler, B. Shrestha & Spatafora                       | 2017           |
| Cordyceps longdongensis                     | A.Y. Liu & Z.Q. Liang                                                                    | 1997           |
| Cordyceps loushanensis                      | Z.Q. Liang & A.Y. Liu                                                                    | 1997           |
| Cordyceps macleodganensis                   | Sapan K. Sharma                                                                          | 2016           |
| Cordyceps manzhurica                        | Koval                                                                                    | 1961           |
| Cordyceps maolanensis                       | Zuo Y. Liu & Z.Q. Liang                                                                  | 1997           |
| Cordyceps maolanoides                       | Z.Q. Liang, A.Y. Liu & J.Z. Huang                                                        | 2002           |
| Cordyceps memorabilis                       | (Ces.) Ces.                                                                              | 1861           |
| Cordyceps michaelisii                       | Henn.                                                                                    | 1902           |
| Cordyceps militaris (Rupsendoder)           | (L.) Fr.                                                                                 | 1818           |
| Cordyceps miniata                           | Moureau                                                                                  | 1961           |
| Cordyceps minuta                            | Kobayasi                                                                                 | 1963           |
| Cordyceps miryensis                         | Henn.                                                                                    | 1904           |
| Cordyceps morakotii                         | Tasan., Thanakitp. & Luangsa-ard                                                         | 2016           |
| Cordyceps musicaudata                       | Z.Q. Liang & A.Y. Liu                                                                    | 1996           |
| Cordyceps myosuroides                       | Henn.                                                                                    | 1902           |
| Cordyceps myrmecogena                       | Kobayasi & Shimizu                                                                       | 1978           |
| Cordyceps nanatakiensis                     | Kobayasi & Shimizu                                                                       | 1983           |
| Cordyceps necator                           | Pat. & Har.                                                                              | 1912           |
| Cordyceps neogryllotalpae                   | Kobayasi                                                                                 | 1976           |
| Cordyceps neopruinosa                       | Mongkols., Noisrip., Khons. & Luangsa-ard                                                | 2020           |
| Cordyceps neosuperficialis                  | T.H. Li, Chun Y. Deng & B. Song                                                          | 2008           |
| Cordyceps nidus                             | T. Sanjuan, Chir.-Salom. & S. Restrepo                                                   | 2017           |
| Cordyceps nikkoensis                        | Kobayasi                                                                                 | 1941           |
| Cordyceps ninchukispora                     | (C.H. Su & H.H. Wang) G.H. Sung, J.M. Sung, Hywel-Jones & Spatafora                      | 2007           |
| Cordyceps ningxiaensis                      | T. Bau & J.Q. Yan                                                                        | 2014           |
| Cordyceps nirtolii                          | Negi, Koranga, Ranj. Singh & Z. Ahmed                                                    | 2010           |
| Cordyceps novoguineensis                    | Kobayasi & Shimizu                                                                       | 1976           |
| Cordyceps obliqua                           | Kobayasi                                                                                 | 1941           |
| Cordyceps obliquiordinata                   | Kobayasi & Shimizu                                                                       | 1982           |
| Cordyceps ochraceostromata                  | Kobayasi & Shimizu                                                                       | 1980           |
| Cordyceps ogurasanensis                     | Kobayasi & Shimizu                                                                       | 1982           |
| Cordyceps olivacea                          | Rick                                                                                     | 1922           |
| Cordyceps olivaceovirescens                 | Henn.                                                                                    | 1900           |
| Cordyceps olivascens                        | Mains                                                                                    | 1947           |
| Cordyceps ootakiensis                       | Kobayasi & Shimizu                                                                       | 1983           |
| Cordyceps ovoideoperitheciata               | Kobayasi & Shimizu                                                                       | 1982           |
| Cordyceps pallidiolivacea                   | Kobayasi & Shimizu                                                                       | 1982           |
| Cordyceps parvistroma                       | Mongkols., Tasan., Thanakitp. & Luangsa-ard                                              | 2020           |
| Cordyceps parvula                           | Mains                                                                                    | 1959           |
| Cordyceps phymatospora                      | C.R. Li, M.Z. Fan & Z.Z. Li                                                              | 2002           |
| Cordyceps pilifera                          | Kobayasi                                                                                 | 1981           |
| Cordyceps piperis                           | (J.F. Bisch. & J.F. White) D. Johnson, G.H. Sung, J.F. Bisch. & Spatafora                | 2009           |
| Cordyceps pleuricapitata                    | Kobayasi & Shimizu                                                                       | 1982           |
| Cordyceps podocreoides                      | Höhn.                                                                                    | 1909           |
| Cordyceps polyarthra                        | Möller                                                                                   | 1901           |
| Cordyceps polycarpica                       | Z.Q. Liang & A.Y. Liu                                                                    | 1996           |
| Cordyceps polycephala                       | Kobayasi & Shimizu                                                                       | 1983           |
| Cordyceps poprawskii                        | (Caban., J.H. de Leon, Humber, K.D. Murray & W.A. Jones) Kepler, B. Shrestha & Spatafora | 2017           |
| Cordyceps pruinosa                          | Petch                                                                                    | 1924           |
| Cordyceps pseudoinsignis                    | Moureau                                                                                  | 1949           |
| Cordyceps pseudonelumboides                 | Kobayasi & Shimizu                                                                       | 1982           |
| Cordyceps puiggarii                         | Speg.                                                                                    | 1889           |
| Cordyceps qingchengensis                    | L.S. Zha & T.C. Wen                                                                      | 2019           |
| Cordyceps ramosostipitata                   | Kobayasi & Shimizu                                                                       | 1983           |
| Cordyceps rhizomorpha                       | Möller                                                                                   | 1901           |
| Cordyceps riverae                           | Pacioni                                                                                  | 1979           |
| Cordyceps rosea                             | Kobayasi & Shimizu                                                                       | 1982           |
| Cordyceps roseostromata                     | Kobayasi & Shimizu                                                                       | 1983           |
| Cordyceps rubiginosistipitata               | Kobayasi & Shimizu                                                                       | 1983           |
| Cordyceps rubra                             | Möller                                                                                   | 1901           |
| Cordyceps rubricapitata                     | Kobayasi & Shimizu                                                                       | 1983           |
| Cordyceps rubrostromata                     | Kobayasi                                                                                 | 1983           |
| Cordyceps sakishimensis                     | Kobayasi & Shimizu                                                                       | 1983           |
| Cordyceps shanxiensis                       | B. Liu, Rong & H.S. Jin                                                                  | 1985           |
| Cordyceps shimaensis                        | Kobayasi                                                                                 | 1981           |
| Cordyceps shimizui                          | Y.J. Yao                                                                                 | 1995           |
| Cordyceps shuifuensis                       | H. Yu, Y.B. Wang, Y. Wang & Zhu L. Yang                                                  | 2020           |
| Cordyceps singeri                           | Mains                                                                                    | 1954           |
| Cordyceps spegazzinii                       | M.S. Torres, J.F. White & J.F. Bisch.                                                    | 2006           |
| Cordyceps sphaerocapitata                   | Kobayasi                                                                                 | 1976           |
| Cordyceps stiphrodes                        | P. Syd.                                                                                  | 1922           |
| Cordyceps subcorticicola                    | Henn.                                                                                    | 1902           |
| Cordyceps subtenuipes                       | H. Yu, Y.B. Wang, Y. Wang, D.E. Duan & Zhu L. Yang                                       | 2020           |
| Cordyceps succavus                          | Y.P. Xiao, T.C. Wen & K.D. Hyde                                                          | 2019           |
| Cordyceps sulfurea                          | Kobayasi & Shimizu                                                                       | 1983           |
| Cordyceps suoluoensis                       | Z.Q. Liang & A.Y. Liu                                                                    | 2002           |
| Cordyceps taishanensis                      | B. Liu, P.G. Yuan & J.Z. Cao                                                             | 1984           |
| Cordyceps takaomontana                      | Yakush. & Kumaz.                                                                         | 1941           |
| Cordyceps tarapotensis                      | Henn.                                                                                    | 1904           |
| Cordyceps tenuipes                          | (Peck) Kepler, B. Shrestha & Spatafora                                                   | 2017           |
| Cordyceps termitophila                      | Kobayasi & Shimizu                                                                       | 1978           |
| Cordyceps thaxteri                          | Mains                                                                                    | 1939           |
| Cordyceps translucens                       | Petch                                                                                    | 1924           |
| Cordyceps trinidadensis                     | Mains                                                                                    | 1959           |
| Cordyceps truncata                          | Moureau                                                                                  | 1949           |
| Cordyceps uleana                            | Henn.                                                                                    | 1904           |
| Cordyceps ussuriensis                       | Koval                                                                                    | 1961           |
| Cordyceps variegata                         | Moureau                                                                                  | 1949           |
| Cordyceps venezuelensis                     | Mains                                                                                    | 1947           |
| Cordyceps vinosa                            | Moureau                                                                                  | 1961           |
| Cordyceps vorobjovii                        | Koval & M.M. Nazarova                                                                    | 1970           |
| Cordyceps washingtonensis                   | Mains                                                                                    | 1947           |
| Cordyceps yahagiana                         | Kobayasi & Shimizu                                                                       | 1980           |
| Cordyceps yaoluopingensis                   | Y. Yang, Y.P. Xiao & X. Luo                                                              | 2022           |
| Cordyceps yinjiangensis                     | Y.P. Li, W.H. Chen, Y.F. Han & Z.Q. Liang                                                | 2020           |

## In populaire media
Zowel in de videogameserie The Last of Us, als in de televisieserie The Last of Us, worden mensen geïnfecteerd door de Cordyceps schimmel. Dit resulteert in een zombie-uitbraak die tot de ineenstorting van de menselijke beschaving leidt.